# 姜昌一
姜 昌一（カン・チャンイル、朝鮮語: 강창일、1952年1月28日 - ）は、大韓民国の政治家、外交官、元培材大学校教授、元学生運動家。第17・18・19・20代国会議員。共に民主党所属。韓国国会の独島領土守護対策特別委員会で委員長を務めた。2017年6月より韓日議員連盟会長。2020年11月23日、駐日大韓民国大使に内定したことが韓国大統領府より発表され、2021年1月から2022年6月まで同大使を務めた。
済州島出身。本貫は晋州姜氏。仏教徒。

## 概説
ソウル大国史学科在学中に3選改憲反対デモを主導し、大統領選挙法違反で起訴された。後に民青学連事件で拘束され、懲役10年の判決を受け、安養刑務所と順天教導所で服役した。1975年に刑執行が停止されても拷問の後遺症に苦しみ、当局による監視と統制が続いた。1980年にようやく復学し、1981年にソウル大を卒業した。1983年に東京大学大学院に留学。2003年、学位論文「近代日本の朝鮮侵略と大アジア主義 : 右翼浪人の行動と思想を中心に」により博士（文学）取得。帰国後は培材大学校の教授に就任。2003年に開催された「日本の、我が国の歴史わい曲の真相を明らかにする南北共同学術討論会」に参加し、「日帝が朝鮮を強制占領し、永久にそして完全に支配するために朝鮮民族抹殺政策を展開した」「これによって朝鮮民族は解放されても分断体制を迎えることになった」と持論を講義した。また、東京大学在学中に収集した東京大学所蔵の資料を含む日本統治時代の資料を済州大学に寄贈するなどの活動も行っている。

### 国会議員
2004年に済州市・北済州郡甲選挙区で国会議員に初当選し、民主党系政党（当選時はそれぞれ開かれたウリ党、民主党、新政治民主連合、共に民主党）の国会議員を連続4期務めた。

#### 竹島を巡る批判
2011年5月24日、ロシアが実効支配している日本固有の領土である北方領土の一つである国後島を、日本の許可を得ずに「ロシアと日本を巡る領土問題を協議する」という名目で訪問し、日本から抗議をうけると「日本側の一方的な論理」としてロシアの実効支配を改めて支持を行った。当時、日本は複数の外交ルートを通じて、訪問前に「訪問すれば日韓関係が悪化する」と何度も警告したが、耳を貸さなかった。
日本の教科書や防衛白書に竹島の領土問題が記載されていることに強硬な姿勢を示してきたが、「親日派」の子孫を糾弾する運動に加え、「日本の右翼」をリストアップして入国を禁止するべきとの意見を表明するなどの主張もしている。特に「親日派破墓法（親日派に分類された人物の墓を国立墓地から移葬する法律）」について「わが民族には鬼神信仰がある」とした上で「国立墓地に恩讐がいるのに、有功者、愛国先烈志士たちがあの世に行って安らかにいられるのか」と主張している。

#### 慰安婦関連
2015年に成立した慰安婦問題日韓合意については、「（合意は）国家を拘束する条約や協定ではなく、安倍（晋三）政権と朴槿恵政権の約束にすぎない」として、合意が無効であると主張しており、韓国人慰安婦に対して「いつか日本国王や首相が来てひざまずいて謝罪するでしょう」と励ましている。また、「韓国挺身隊問題対策協議会」（挺対協）を姜昌一、金相姫、南仁順、洪翼杓ら「日本軍性奴隷制問題解決のために正義記憶連帯がしてきた努力を尊重し高く評価する。」とし、挺対協の前代表である尹美香に関連する金銭スキャンダルを「正義記憶連帯に例え小さなミスがあるとしても、これによって活動の意味と成果が否定されてはならない」「歴史の真実を歪曲しようとする勢力は国民と歴史の前に謝罪しなければならない。長い信頼に基づいた被害者らと尹氏の仲を裂くのを止め、日本軍性的奴隷問題解決に向け専念してきた団体と個人の人生を冒とくするな。」と非難する声明文を発表した。

#### 中国警察の済州島派遣発言
2016年9月26日、国会外交統一委員会の国政監査で外交部長官の尹炳世に対し、済州島で中国人観光客による犯罪が増加したため、済州の警察と中国の警察を島内の観光客密集地域に一緒にパトロールさせる案を提起し、尹に中国との協議を要請した。

#### 日本の皇室への見解と批判
2019年2月13日、朝日新聞のインタビューに応じ、文喜相国会議長による天皇への謝罪を求める発言を「日本人の感情は理解するが、文氏の発言は天皇に元慰安婦を慰問してほしいという趣旨だった」と説明。「天皇は日本の象徴。韓国人は戦争の主犯が天皇だと思っている」との見解を述べ、文喜相の発言を無礼と批判した河野太郎外務大臣に対して「日本の外相こそ無礼」と反発、山東昭子参院議長が東京で開催されたG20国会議長会議で文喜相に歓迎の態度を示さなかったことに対しても、「そうしてはいけない。なぜそうしたのか分からない」と述べ「外交的欠礼」と批判した。2019年10月には韓国KBSのラジオ番組で「韓国では“日王”と呼ぼう」と発言もしている。

#### 日韓貿易紛争問題
2019年の日韓貿易紛争では、国会で開かれた議員総会で日本政府が半導体やディスプレーの材料3品目の対韓輸出規制を強化したことを「日本の安倍政権は悪賢く稚拙だ。政治の論理を経済問題に広めた」とし、「安倍政権がこのような行動に出たのは、自国の政治用の措置、自分の政治のための韓国たたきという印象を受ける」と非難した一方、韓国政府に対しても「原則と名分に執着し、時期を逃してしまった部分がある」とし、「昨年12月から続いてきた問題だ。政治的な原則と名分だけを主張せず、政治的な解決で問題を解いていくべきだった」と言ったため、民主党代表の李海瓚は指で「×」を示し、姜に発言をやめさせようとした。2019年7月31日、日本が打ち出した輸出管理（キャッチオール規制）上の優遇措置の見直しを求めるため韓国議員団を率いて訪日したが、自由民主党の二階俊博幹事長などとの面会はかなわずに帰国し、ラジオ番組に出演し「このような状況になれば（日韓秘密軍事情報保護協定破棄を）当然検討するしかないと発言した。

#### 韓日議員連盟会長
2017年7月21日、韓日議員連盟の会長として安倍晋三首相を表敬訪問し、2018年1月11日には、徴用工訴訟問題、韓国海軍レーダー照射問題などで急激に悪化した日韓関係を背景に12名の議員とともに来日。日韓議員連盟の額賀福志郎会長などと意見交換を行った。
2019年2月13日、訪韓した日韓議員連盟の額賀福志郎会長と会談。日本政府が日韓請求権協定で解決済みと批判する徴用工問題に関して、「徴用工と日本企業の問題で、両政府による協議対象ではない」と主張した。

### 駐日大韓民国大使

#### アグレマン・文在寅政権縁故人事を巡る批判
2020年11月23日、駐日大韓民国大使に内定したことが韓国大統領府より発表されたが、日本政府への内定通達はそのわずか1時間前であった。昭和時代から韓国駐在経験があり国際ジャーナリストの鈴置高史は、日本のアグレマン（政府の同意）を得る前に発表した理由について、日本が大使としてのアグレマンを出せば、韓国は「ロシアの領有を日本が認めた」と世界に宣伝することが可能になり、逆にアグレマンを出さなければ、韓国は米国に向かって「日本は知日派大使を拒否し、韓日関係をますます悪化させた」と訴えることができる「王手飛車取り」の罠と述べている。同じく昭和時代に韓国留学経験のある学者で国際ジャーナリストの重村智計教授も、アレグマンが出る前に新大使を発表するのは、国際儀礼違反であると同時に国際法（ウィーン条約 第4条）違反でもあると説明している。このアグレマン取得前の次期大使公表については、ジャーナリストや大学教授だけでなく日本国外務省も韓国当局による国際慣行の軽視として問題視しており、次期大使公表後、直ちに海部篤儀典長が東京の駐日韓国大使館金容吉臨時代理大使に向けて「通常の国際慣行から大きく逸脱しており、極めて遺憾である」と申し入れた。
朝日新聞の牧野愛博記者も韓国による日本のアグレマンを軽視する掟破りや文在寅の縁故人事を批判した上で、姜について、「日本側の評判はすこぶる悪い。」「私の周囲で高く評価する人物はいない」と述べている。

#### 就任・在任中
中央日報によれば日本政府は2021年1月8日にアグレマンを与えた（ちなみにジャーナリストの室谷克実は、韓国が主要国に派遣する大使に関して、アグレマンを得る前に国内発表することを当たり前のようにしてきた事例を紹介している）。
2021年1月22日に来日。着任のタイミングで菅義偉首相や茂木敏充外相らとの面会が行われるよう事前調整されたが実現しなかった。徴用工訴訟に加え元慰安婦らへの賠償を命じた判決が出た直後ということもあり、産経新聞は「面会を当面見送る方向で検討」と報じたが、姜は韓国のラジオ番組に出演する中で「メディアが悪ふざけしている」として問題ないとの姿勢を見せた。
2021年5月24日、皇居で今上天皇に信任状を捧呈して駐日大使に正式に就任した。
駐日韓国大使は赴任後、首相と外相に面会するのが慣例だったが、韓国大法院が日本企業に賠償を命じた徴用工判決を巡る問題などにより両国関係が悪化していたことが影響し、日本側が姜との面会を避けていたと聯合ニュースが報じた。

#### 退任
尹錫悦政権による駐日大使の後任に尹徳敏が決まったため、帰任決定後の2022年6月16日に林芳正外相と外務省で30分間だけ対面した。これは姜の任期中に日本の外相との初対面であった。
2023年9月22日付で旭日大綬章を叙勲された。

## 来歴
- 学歴
  - 五賢高等学校卒業
  - ソウル大学校国史学博士
  - 東京大学大学院修士
  - 東京大学大学院博士[5]
- 経歴
  - 1974年：民青学連事件関連で非常高等軍法会議により懲役10年を宣告された。大法院の上告棄却により安養刑務所などで服役[4]
  - 1975年：刑執行停止で解放。当局による監視は継続[4]
  - 1991年4月〜2004年3月：培材大学校日本学科教授、教務処長
  - 1995年2月〜2003年11月：済州4・3研究所所長
  - 2001年5月〜2003年5月：光州5・18記念財団理事。アジア平和人権韓国委員会委員長
  - 2004年4月：第17代総選挙。ウリ党地域区候補（済州市・北済州郡甲選挙区）として立候補、当選。
  - 2004年5月〜2008年5月：第17代国会議員（ウリ党→大統合民主新党→統合民主党）
  - 2004年〜2007年7月：ウリ党済州道党委員長
  - 2004年7月〜2007年4月：（国会）行政自治委員会委員、韓米FTA（自由貿易協定）特別委員会委員、
  - 2005年：アジア平和院連帯会議運営委員会委員長
  - 2006年7月〜2007年12月：独島守護兼歴史歪曲対策特別委員会委員。
  - 2008年4月：第18代総選挙。統合民主党地域区候補（済州市甲選挙区）として立候補、再選。
  - 2008年5月〜2012年5月：第18代国会議員（統合民主党→民主党→民主統合党）
  - 2008年6月〜2010年5月：（国会）国土海洋委員会委員
  - 2010年11月：ソウル高等法院の再審宣告で内乱陰謀容疑に対して無罪と判決された[4]
  - 独島守護対策特別委員会委員長、知識経済委員会委員
  - 民主党中央委員
  - 2012年4月：第19代総選挙。民主統合党地域区候補（済州市甲選挙区）として立候補、3選。
  - 2012年5月〜2016年5月：第19代国会議員（民主統合党→民主党→新政治民主連合→共に民主党）
  - 2012年4月：第20代総選挙。共に民主党地域区候補（済州市甲選挙区）として立候補、4選。
  - 2016年5月〜現在：第20代国会議員（共に民主党）
  - 2017年6月〜現在：韓日議員連盟会長

出典：네이버 인물검색 강창일（ネイバー人物検索　姜昌一）、大韓民国国会ホームページ「국회의원 소개」（国会議員紹介）。